# Armorial des familles du Languedoc
L'Armorial des familles du Languedoc présente les armoiries des familles de la province de Languedoc et du Roussillon, nobles ou non, classées par ordre alphabétique, sans tenir compte de la chronologie.

## Familles du Languedoc
- Haut – A
- B
- C
- D
- E
- F
- G
- H
- I
- J
- K
- L
- M
- N
- O
- P
- Q
- R
- S
- T
- U
- V
- W
- X
- Y
- Z

### A
| Blason                 | Nom de la famille, blasonnement et devise |
| ---------------------- | --- |
|                        | Famille d'Adhémar alias Azémar Mi-parti de France ancien et de Toulouse ; sur le tout, d'or à trois bandes d'azur., - Devise : « Plus d'honneur que d'honneurs » - Famille noble éteinte |
|                        | Famille d'Agrain des Ubas D'azur au chef d'or. - Famille noble éteinte |
|                        | Famille d'Agulhac de Baumefort D'azur à deux croissants tournés, l'un à dextre, l'autre à senestre, entrelacés d'or et sommés d'une étoile de même. Alias à l'étoile d'or accompagnée d'un tourteau de gueules, à deux croissants d'or passés en sautoir et mis en pointe. - Famille noble        |
|                        | Famille d'Agulhac de Soulages De gueules à deux épées d'argent en sautoir la pointe en haut ; au chef cousu d'azur à trois étoiles d'or., - Famille noble |
|                        | Famille d'Aignan D'azur à un chevron d'or, accompagné en pointe d'un agneau d'argent, et un chef d'argent, chargé de trois croix pattées de gueules. - Famille noble |
|                        | Famille d'Albenas De gueules au demi-vol senestre d'argent, accompagné de trois étoiles d'or. - Famille noble subsistante |
|                        | Famille d'Albignac Écartelé : aux 1 et 4, d'azur à trois pommes de pin d'or, au chef de même ; aux 2 et 3, de gueules au lion d'or. - Famille noble |
| Blason Famille d'Alies | Famille d'Alies Écartelé, aux 1 et 4 d'azur au chien d'argent, aux 2 et 3 fascé d'argent et de gueules à la bande d'azur chargée de trois étoiles d'or. - Famille noble |
|                        | Famille d'Altier de Borne D'argent au chef d'azur. - Famille noble éteinte |
|                        | Famille d'Amanzé De gueules à trois coquilles d'or. - Famille noble éteinte |
|                        | Famille d'André D'azur, à un chevron d'argent, chargé de trois tourteaux de gueules, accompagné de trois croix de Saint-André d'argent. - Famille noble |
|                        | Maison d'Anduze De gueules à trois étoiles d'or posées 2 et 1. - Famille noble éteinte |
|                        | Famille d'Apchier D'or, au château donjonné de trois tours crénelées de gueules, celle du milieu plus élevée, et accostée de deux haches d'armes d'azur plantées en pal de chaque côté de la tour., Alias les deux haches d'armes de gueules., - Devise : « Deo juvante » – Famille noble éteinte |
|                        | Famille d'Apchon D'or semé de fleurs de lys d'azur. - Famille noble |
|                        | Maison d'Aragon D'or à quatre pals de gueules. - Maison noble |
|                        | Famille d'Arexy alias Darexy D'or à une bande de gueules chargée de trois demi-vols d'argent, accompagnée de deux molettes (alias étoiles) de gueules ; au chef d'azur chargé d'un soleil rayonnant d'or. - Famille noble                                                                         |
|                        | Famille d'Arlamde-Mirabel D'argent à dix mouchetures d'hermine de sable 4, 3, 2 et 1. - Famille noble éteinte |
|                        | Famille d'Assas D'or au chevron d'azur accompagné en chef de deux pins de sinople, et d'un croissant de gueules en pointe, au chef d'azur chargé de trois étoiles d'or. - Famille noble |
|                        | Famille d'Astorg de Montbardier D'or à l'aigle éployée de sable., - Famille noble subsistante |
|                        | Famille d'Aussaguel D'azur à une aigle volante d'argent, tenant dans ses serres une toison de même. - Famille noble |
|                        | Famille Aymard D'azur fuselé d'or à la bordure componée de sable et d'argent ; au franc-quartier des barons militaires. - Famille noble |

### B
| Blason                                 | Nom de la famille, blasonnement et devise |
| -------------------------------------- | --- |
|                                        | Famille de Baile de Martinas D'azur à la bande d'or accompagnée de deux croissants d'argent. - Famille noble |
|                                        | Famille de Baile de Saint-Alban D'azur au lévrier courant d'argent. - Famille noble |
| Blason Famille de Balazuc              | Famille de Balazuc de Montréal Palé d'argent et de sable ; au chef de gueules, chargé de trois étoiles d'or. Alias le champ d'argent à trois pals de sable. - Famille noble |
|                                        | Famille de Balby de Vernon olim Cabalbi D'or à trois poissons d'azur posés en fasce, celui du milieu regardant à gauche. Alias d'argent à un monde d'azur soutenant un faucon d'or. - Devise : « Semper de te digna sequere » – Famille noble subsistante |
|                                        | Famille de Bancalis de Maurel d'Aragon D'azur, à l'aigle éployée d'or, qui est de Bancalis ; écartelé d'azur, au chevron d'or, accompagné de trois étoiles d'argent, qui est de Maurel d'Aragon. - Famille noble subsistante |
|                                        | Famille de Banne d'Avéjan Écartelé : aux 1 et 4, d'azur à trois fleurs de lys d'or, au chef retrait de même, qui est d'Estaing ; aux 2 et 3, d'azur à trois flambeaux d'or allumés de gueules rangés en fasce, qui est de La Fare ; sur le tout, d'azur à la demi-ramure de cerf posée en bande, qui est de Banne. - Famille noble |
| Blason Famille de Banyuls              | Famille de Banyuls de Montferré Fascé d'argent et de sable, à six pièces. - Famille noble éteinte |
|                                        | Famille de Baragnes de Gardouch alias Baraigne, Varagnes D'azur, à la croix d'or, chargée d'une croix de sable., Alias d'or à une croix de sable. - Devise : « Nulli cedo » – Famille noble éteinte |
|                                        | Famille Barbara de La Belloterie de Boisséson De gueules à un croissant d'argent au milieu de deux palmes du même liées de sinople ; au chef cousu d'azur chargé d'un croissant accosté de deux étoiles, le tout d'or. - Famille noble subsistante |
|                                        | Famille de Barbeyrac de Saint-Maurice De gueules à un cheval gai d'argent ; au chef cousu d'azur chargé d'un croissant d'argent accosté de deux étoiles d'or. Alias d'argent au cheval barbé courant de sable, au chef d'azur chargé d'un croissant d'argent accosté de deux étoiles d'or. - Famille noble subsistante |
|                                        | Famille de Barbon Losangé d'or et d'azur. - Famille noble |
|                                        | Famille de Bastard d'Estang et de Saint-Denis D'or à l'aigle d'Empire, mi-parti d'azur à la fleur de lys d'or. Alias d'azur à un tonneau d'argent soutenu d'un croissant d'or, accompagné de deux corneilles d'or affrontées, une de chaque côté du tonneau dans lequel elles boivent. - Devise : « Cunctis nota fides » – Famille noble |
|                                        | Famille de La Bastide D'azur à une tour d'argent maçonnée de sable. - Famille noble |
|                                        | Famille de La Baume De gueules à la fasce d'or. - Famille noble |
|                                        | Famille de La Baume de Casteljau De gueules à la fasce d'or, accompagnée de trois gantelets d'argent 2 et 1. - Famille noble |
|                                        | Famille de Baynaguet D'azur, à un canard d'argent se baignant dans une rivière du même ; au chef d'or, chargé de trois losanges de gueules. - Famille noble |
|                                        | Famille de Bayne D'argent à un lion de sinople lampassé et armé de gueules, [chargé] d'un lambel d'argent, chaque pendant chargé de trois tourteaux de gueules. - Famille noble |
|                                        | Famille de Beaumont De gueules, au lion d'or, au chef échiqueté à trois tires d'argent et de sable. Alias parti ; au 1, de gueules au chêne d'or à quatre branches passées en double cercle et ayant ses racines., - Famille noble |
|                                        | Famille de Beauquesne D'or au chêne terrassé de sinople ; au chef d'azur, chargé de trois étoiles d'or. - Famille noble éteinte |
|                                        | Famille de Belloc de Chamborant Coupé d'or et de gueules, à la bande coupée d'azur et d'argent, chargée d'un poisson aussi coupé d'argent et d'azur, de l'un en l'autre, brochant sur le tout, qui est de Belloc ; écartelé d'or, au lion rampant de sable, armé et lampassé de gueules, qui est de Chamborant. - Famille noble |
|                                        | Famille de Belveser alias Belvèse De gueules au lion d'or. - Famille noble |
|                                        | Famille de Bénavent alias Rodez-Bénavent D'argent à trois bandes de gueules, au chef d'azur chargé d'un lambel d'or, qui est de Bénavent. Alias écartelé ; aux 1 et 4 de gueules au lion d'or, qui est de Rodez. - Famille noble |
|                                        | Famille de Bénéfice de Cheylus Écartelé : au 1, de gueules à deux lévriers courants d'argent ; au 2, de sinople au chef d'or accompagné de trois roses d'argent ; au 3, d'azur au lion d'or armé et lampassé de gueules ; au 4, de gueules à la croix d'argent. - Famille noble |
|                                        | Famille de Bénéfice de Montargues Parti : au 1, de gueules à deux lévriers courants d'argent ; au 2, de gueules à quatre roses d'or mises en pal, au chef chargé d'un roc d'échiquier de sable, à la fleur de lys de sinople au canton dextre. - Famille noble |
|                                        | Famille de Benoist de La Prunarède D'azur à trois bandes d'or. - Famille noble subsistante |
|                                        | Famille de Bérard de Montalet et de Villebreuil De gueules, alias d'azur, au demi-vol d'argent., Alias d'azur, à un cor de chasse d'or lié de même, à la bordure crénelée d'argent. - Devise : « Donec dent sidera sedem » – Famille noble éteinte |
|                                        | Famille de Bernard de Saint-Jean D'azur à un mont de six coupeaux d'argent, et un chef d'or chargé de trois étoiles d'azur. - Famille noble |
|                                        | Famille Berthezène De sable au lion d'argent, tenant de la patte dextre une épée, et de la senestre un bouclier du même ; au franc-quartier senestre des barons militaires de l'Empire, qui est de gueules à l'épée haute en pal d'argent. - Famille noble |
| Blason Famille de Bertier              | Famille de Bertier de Pinsaguel et du Vernet D'or, au taureau furieux de gueules, chargé de cinq étoiles d'argent rangées en bande., Alias le taureau onglé et corné d'azur. - Devise : « Dant sidera vires » – Famille noble |
|                                        | Famille Bertran de Balanda Parti : au 1 d'azur à la bande de gueules bordée d'or (qui est Bertran) ; au 2 de gueules à deux béliers d'argent passants l'un sur l'autre, accornés, accolés et clarinés d'or (qui est de Balanda). - Famille subsistante d'ancienne bourgeoisie |
|                                        | Famille Bertrand De gueules à trois trèfles d'or. - Famille noble |
|                                        | Famille de Besson du Bouchet Gironné d'or et de sinople. - Famille noble |
|                                        | Famille Bezard-Falgas D'azur à l'étoile d'or en chef et en abîme de gueules à deux chevrons d'or. - Famille bourgeoise |
|                                        | Famille Blanc de Molines D'azur au soleil d'or accompagné de quatre roses d'argent. - Famille noble |
| Blason Famille Le Blanc de Montabonnet | Famille le Blanc de Montabonnet D'azur à la colombe d'argent posée sur un croissant de même. - Famille noble |
|                                        | Famille Blanquet de Rouville olim Blanquet-Amanzé de Rouville D'argent, à la bande de gueules chargée de trois roses d'argent, accompagnée de deux croissants de gueules, celui en chef renversé et l'autre montant. - Famille noble |
| Blason Famille de Blou-Laval           | Famille de Blou-Laval D'argent au cyprès de sinople ; écartelé aux 2 et 3 de gueules à trois bandes d'or, parti d'azur à trois roses d'or mises en pal. - Famille noble |
|                                        | Famille de Boissy d'Anglas De sable au chevron d'or, au chef d'argent chargé de trois étoiles d'azur. Alias le chevron abaissé ; franc-quartier de comte sénateur. - Devise : « Fais bien et laisse dire » – Famille noble |
|                                        | Famille de Bonald Écartelé : aux 1 et 4 d'azur à l'aigle d'or ; aux 2 et 3 d'or au griffon de gueules. - Famille noble |
| Blason Famille de Boni                 | Famille de Boni de Bagarne D'azur, fretté d'or de six pièces, semé de lions de même. - Famille noble |
|                                        | Famille de Bonlieu alias Boulieu Losangé d'or et d'azur., Alias écartelé, aux 1 et 4 échiqueté d'or et de gueules, au 2 d'azur à une rose double d'argent, au 3 d'azur au lévrier d'argent accolé d'or. - Famille noble éteinte |
|                                        | Famille de Bonne De gueules, au lion d'or ; au chef cousu d'azur, chargé de trois roses d'argent. - Devise : « Gradiendo robore floret » - Famille noble |
|                                        | Famille de Bonneville de Chambilhac D'azur au lion d'or armé et lampassé de gueules, au chef cousu de gueules chargé de trois étoiles d'argent. - Famille noble |
|                                        | Famille de Bonot D'azur à trois croix d'argent posées 2 et 1, au chef cousu de gueules chargé de trois étoiles d'or. - Famille noble |
| Blason Famille de Borne                | Famille de Borne de Ligonniers D'or à l'ours rampant de sable armé et lampassé de gueules. - Famille noble |
|                                        | Famille Borrel de Lagrange D'azur au chevron d'or surmonté de trois étoiles de même, au chef burelé d'argent. - Famille noble |
|                                        | Famille de Bourdoncle de Saint-Salvy Écartelé : aux 1 et 4, de sinople à un pélican d'or piquant son sein ensanglanté de sa piété d'argent, posé sur un panier de sable, au chef cousu de gueules chargé d'un bourdon d'argent et d'une clef d'or, passés en sautoir et accompagnés en chef d'une étoile d'argent accostée de deux mouchetures d'hermine ; aux 2 et 3, palé et contre-palé d'argent et de sable. Alias le pélican dans sa piété d'or. - Famille subsistante d'ancienne bourgeoisie |
| Blason Famille du Bourg                | Famille du Bourg ou Dubourg D'azur, à trois branches d'épines effeuillées d'argent. - Devise : « Lilium inter spinas » - Famille noble |
|                                        | Famille de Bourges De gueules à un lion d'argent, au chef d'azur chargé de trois étoiles d'argent. - Famille noble |
|                                        | Famille de Boys d'Hautussac de Pravieux Parti : au 1, d'or au bois de sinople en pointe, au chef d'azur chargé d'un cerf naissant d'argent, qui est d'Hautussac ; au 2, de gueules à la bande d'or, accostée de deux lys de jardin d'argent, qui est de Pravieux. - Famille noble |
| Blason Famille de Brettes de Thurin    | Famille de Brettes de Thurin Écartelé : aux 1 et 4, d'azur au lion d'or couronné et lampassé de gueules, au chef cousu de gueules à trois étoiles d'or, qui est de Brettes ; aux 2 et 3, d'or à trois aigles de sable 2 et 1, qui est de Thurin. Alias aux 1 et 4, au lion rampant couronné lampassé d'or. - Famille noble |
|                                        | Famille de Bruéis alias Brueys D'or au lion de gueules armé et lampassé de même, à la bande d'azur. Alias au lion de gueules, langué et onglé de sable ; à la cotice d'azur, bordée d'argent, brochante sur le tout, embrassée des deux pattes de devant du lion. - Famille noble éteinte |
| Blason Famille Brun de Lanthenas       | Famille de Brun de Lanthenas De gueules au cœur accompagné de trois croissants d'or. - Famille noble |
| Blason Famille Brun de Montesquieu     | Famille de Brun de Montesquieu De gueules au cœur d'argent accompagné de trois croissants de même. - Famille noble éteinte |
| Blason Famille de Brunel               | Famille de Brunel de La Bruyère D'or au lion couronné de sable, à la fasce de gueules chargée de trois coquilles d'argent brochantes sur le tout. - Famille noble |
|                                        | Famille de Bruyères-Chalabre D'or au lion de sable, la queue fourchue, nouée et passée en sautoir. - Devise : « Sola fides sufficit » - Famille noble |
|                                        | Famille de Buade Écartelé d'or et d'azur. - Famille noble |
| Blason Famille du Buisson de Bournazel | Famille du Buisson ou Dubuisson Coupé, au premier d'argent, au lion issant de sable ; au deuxième d'or, au buisson de sinople terrassé de même. - Famille noble éteinte |

### C
| Blason                              | Nom de la famille, blasonnement et devise |
| ----------------------------------- | --- |
| Blason Famille de Cabarrus          | Famille de Cabarrus De gueules, au chevron d'or, accompagné en chef de deux étoiles d'argent, et en pointe d'une ancre de marine de même, la tige en haut. - Devise : « Fides publica » – Famille noble |
|                                     | Famille de Cabrol de Mouté Coupé d'or à une cuirasse de sable et de sinople à une bannière soutenue d'argent, à la bordure de gueules chargée du signe des chevaliers légionnaires. - Famille noble |
|                                     | Famille de Caffarelli du Falga Parti : au 1 d'argent au lion rampant de sable ; au 2 coupé, le 1 taillé d'argent et de gueules, le 2 tranché d'argent et de gueules. - Famille noble subsistante |
|                                     | Famille de Calouin de Tréville De gueules à trois quintefeuilles d'argent 2 et 1. - Devise : « Gloria, Deus, honor, Patry » - Famille noble |
|                                     | Famille de Cambacérès D'or au chevron de gueules, accompagné de trois roses du même., Alias au dextrochère au naturel, paré de gueules, rebrassé d'hermine, mouvant de senestre, chargé des tables de la loi de sable, le tout accompagné de trois losanges de même ; chef de grand dignitaire. - Famille noble éteinte                                                                                         |
|                                     | Famille de Carcassonne D'or à trois pals de gueules. - Famille noble |
|                                     | Famille de Las Cases D'or à une bande d'azur, l'écu bordé de gueules. Alias d'or, à la bande d'azur bordée de gueules. - Devise : « Semper paratus » – Famille noble subsistante |
|                                     | Famille de Castelbajac D'azur, à trois fleurs de lys d'or posées 2 et 1 ; en pointe, une croix alésée d'argent., - Famille noble subsistante |
|                                     | Famille de Caunes De gueules au chevron d'argent accompagné de trois rochers du même, deux en chef, un en pointe ; au chef cousu d'azur chargé de trois canettes d'argent posées en fasce. - Famille subsistante d'ancienne bourgeoisie |
|                                     | Famille de Cavaillon D'or au lion de sable armé et lampassé de gueules. Alias la queue faite en forme de palme. - Famille noble |
|                                     | Famille de Cenat de Lherm D'azur à la bande d'or. - Famille noble |
|                                     | Famille de Chalendar De sinople, au lévrier passant d'argent, surmonté d'un lambel d'or à trois pendants, et accompagné en pointe d'un croissant de même ; au chef cousu d'azur, chargé de trois étoiles d'or. Alias au lévrier d'argent surmonté d'un croissant d'or, au chef comme ci-dessus. Alias d'azur, au lévrier d'argent accompagné de trois étoiles d'or rangées en chef. - Famille noble subsistante |
|                                     | Famille de Chambarlhac de Lherm D'azur au chevron d'or accompagné de trois colombes d'argent membrées et becquées de gueules. - Famille noble subsistante |
|                                     | Famille de Chanaleilles D'or à trois lévriers de sable colletés d'argent courant l'un sur l'autre. Alias trois lévriers colletés de gueules. - Devise : « Fideliter et alacriter » – Famille noble éteinte |
|                                     | Famille Le Chantre de Saint-Pons D'azur à un chevron d'argent accompagné en pointe d'un lion passant et un chef de même chargé de trois trèfles de sable. - Famille noble |
|                                     | Famille de Chapelain D'argent au lévrier grimpant de sable, au chef d'azur. - Famille noble |
|                                     | Famille de Chaptal de Chanteloup De gueules à la tour d'or maçonnée de sable, accompagnée de quatre étoiles d'or posées en pal, deux à dextre, deux à senestre. - Famille noble subsistante |
|                                     | Famille de Charbonnel du Bets D'azur, au croissant d'argent, accompagné de trois molettes d'or. Alias accompagné de trois étoiles d'or., - Famille noble |
|                                     | Famille de Chastel De gueules à la tour d'argent donjonnée et maçonnée de sable, surmontée d'un croissant d'argent. - Famille noble |
|                                     | Famille de Châteauneuf-Randon D'or à trois pals d'azur ; au chef de gueules., Alias parti ; au 2 de gueules tranché d'argent, qui est de Tournel., - Devise : « Deo juvante » – Famille noble subsistante |
| Blason Famille de Chavagnac         | Famille de Chavagnac D'argent à l'aigle éployée de sable bécquée et membrée de gueules. - Famille noble |
| Blason Famille de Chazaux           | Famille de Chazaux alias Chasaus De gueules à une bande d'or et une colombe d'argent passante au-dessus surmontée de trois étoiles d'or. - Famille noble |
|                                     | Famille de Chazelles D'azur à une tête de léopard d'or, lampassée de gueules ; au chef cousu de gueules chargé à dextre d'un croissant d'argent et à senestre d'une étoile du même. - Famille noble |
|                                     | Famille du Cheylard ou Cheilar D'azur à la bande d'or chargée de trois billettes de gueules, parti d'argent à cinq hermines de sable 3 et 2, surmontées d'un guidon d'azur emmanché de sable. - Famille noble |
|                                     | Famille de Claris de Florian D'or l'aigle éployée de sable et au chef d'azur chargé d'un soleil d'or. - Famille noble |
|                                     | Famille de Clavières De gueules à la main d'argent tenant deux faucons d'or longés de sable. - Famille noble |
|                                     | Famille de Clermont-Chaste De gueules à deux clefs d'argent en sautoir, surmontées d'un croissant montant d'argent. Alias surmontées d'un écusson d'azur à la fleur de lys d'or. - Famille noble |
| Blason Famille de La Colombe        | Famille de La Colombe D'azur à la colombe d'argent surmontée de deux étoiles de même. - Famille noble |
| Blason Famille de Colombet          | Famille de Colombet de Malmont D'azur à la colombe d'argent onglée et becquée de gueules. - Famille noble |
|                                     | Famille de Combes de Montagut D'or au chevron de sable. - Famille noble |
| Blason Famille de Combres           | Famille de Combres de Bressolles De sinople au chevron d'or accompagné de trois étoiles de même. - Famille noble |
| Blason Famille de Conte de Tauriers | Famille de Conte de Tauriers D'azur au soleil d'or, au chef cousu de gueules chargé de trois étoiles d'or. - Famille noble |
|                                     | Famille du Cos de La Hitte ou Ducos D'azur à l'épée d'or posée en bande traversant un cœur de même, accompagnée de trois étoiles aussi d'or. Alias à une épée d'argent, la poignée d'or, posée en bande, la pointe en haut. - Devise : « Fortitudo et celeritas » – Famille noble subsistante |
| Blason Famille de Coubladour        | Famille de Coubladour de Montréal D'azur à trois hermines à visière baissée d'or 2 et 1. - Famille noble |
|                                     | Maison de La Croix de Castries D'azur à la croix d'or. - Devise : « Fidèle à son roi et à l'honneur » - Famille noble subsistante |
|                                     | Famille Crosat de Thiers De gueules au chevron d'argent, accompagné de trois étoiles du même. - Famille noble éteinte |
|                                     | Famille de Crozailles de Loubens D'or à la croix alésée de gueules anglée de flammes du même, cantonnée de quatre têtes d'Éole de carnation soufflant sur les flammes. - Famille noble |
|                                     | Famille de Crussol d'Uzès Fascé d'or et de sinople, à six pièces. Alias fascé d'or et de sinople qui est de Crussol, écartelé de gueules à trois bandes d'or qui est d'Uzès ; écartelé de Lévis, de Gourdon et de Genouillac., - Famille noble subsistante |

### D
| Blason                               | Nom de la famille, blasonnement et devise |
| ------------------------------------ | --- |
|                                      | Famille Dabban alias d'Aban D'argent à la fasce d'azur chargée de trois fleurs de lys d'or. - Famille noble éteinte |
| Blason Famille Dadvisard de Talairan | Famille Dadvisard de Talairan D'azur, à un soleil rayonnant d'or, adextré en chef, et mûrissant un tournesol à senestre, tigé, feuillé, fleuri et terrassé d'or. - Famille noble |
|                                      | Famille Dalamel de Bournet Coupé d'azur et de gueules, à la fasce d'argent accompagnée en pointe d'un coq d'argent chantant sur un mont de même, et au franc-canton de trois étoiles 1 et 2 accosté d'un croissant à senestre, le tout d'argent. - Famille subsistante d'ancienne bourgeoisie |
|                                      | Famille Dalmas D'argent, à la croix ancrée de gueules. - Devise : « À chacun sa croix ! » - Famille noble |
|                                      | Famille David de Montferrier D'azur à la croix ancrée d'or. - Famille noble |
|                                      | Famille Dax d'Axat D'azur à un chevron d'or chargé sur la pointe d'une quintefeuille de gueules. - Devise : « Decus et tutamen in armis » - Famille noble subsistante |
|                                      | Famille Dejean De gueules, à deux avant-bras vêtus d'argent, les mains jointes au cœur de l'écu ; au chef d'argent chargé d'un croissant de gueules entre deux étoiles d'azur. Alias de sinople à deux mains d'argent issant des pointes de l'écu, au chef d'azur chargé d'un croissant d'argent entre deux étoiles du même. - Famille noble                                                                                               |
|                                      | Famille Dejean D'argent au griffon de sable, au chef d'azur chargé d'un croissant d'or accosté de deux étoiles du même. Alias au franc-quartier des comtes ministres. - Famille noble |
|                                      | Famille Delpy Écartelé : aux 1 et 4, d'or, au lion de gueules rampant contre un arbre de sinople ; aux 2 et 3, d'azur à un griffon d'or, couronné de même. - Famille noble |
|                                      | Famille Desazars de Montgaillard Coupé en chef, parti : au premier d'azur, à un rocher d'argent ; au deuxième de gueules, à la toque de président de sable, cerclée d'or, bordée d'hermine ; en pointe d'or, à un vaisseau mâté et gréé de sable, voguant à dextre sur une mer de sinople ; sur le tout d'azur, à la croix d'or, accompagnée de quatre dés d'argent portant le point 1 de sable, qui est Desazars ancien., - Famille noble |
|                                      | Famille Devèse ou Devèze, La Devèze De gueules au sautoir d'argent, au chef d'or chargé de trois étoiles de gueules., - Famille noble |
|                                      | Famille de Dienne de Saint-Eustache D'azur au chevron d'or accompagné de trois croissants de même. - Famille noble |
|                                      | Famille Doujat d'Empeaux D'azur, à un griffon couronné d'or. - Famille noble éteinte |
|                                      | Famille Dumas de Cultures D'azur au chevron d'argent accompagné de deux étoiles en chef et d'un croissant de même en pointe. - Famille noble |
|                                      | Famille Dumas de Marveille D'azur à trois besants d'or. Alias à la fasce d'or accompagnée de trois besants de même. - Famille noble |
|                                      | Famille Dupré Tiercé en fasce d'azur, de gueules et d'or ; l'azur au lion rampant adextré d'une tour et senestré d'une épée haute, le tout aussi d'or ; les gueules au signe des chevaliers légionnaires ; l'or au coq de sable crêté et barbé de gueules, soutenu d'un pré de sinople. - Famille noble |
|                                      | Famille de Durand Écartelé ; aux premier et dernier, coupé, en chef d'or à l'aigle éployée de sable, en pointe d'azur plein ; aux deuxième et troisième, d'argent à un cerf rampant de sable, chargé d'une bande d'azur, elle-même chargée de trois étoiles d'or. - Famille noble |

### E
| Blason                             | Nom de la famille, blasonnement et devise |
| ---------------------------------- | --- |
| Blason Famille d'Entraigues du Pin | Famille d'Entraigues du Pin Écartelé : aux 1 et 4 de gueules à une tour maçonnée d'argent, qui est d'Entraigues ; au 2 d'or à un lion de gueules, qui est de Brueis ; au 3 d'azur à trois chiens d'argent à demi-corps posés 2 et 1, accompagnés d'un croissant et d'une étoile de même, qui est des Michaux. - Famille noble |
| Blason Famille d'Escalquens        | Famille d'Escalquens Écartelé, aux premier et dernier de gueules, à deux fasces d'argent ; aux deuxième et troisième d'or, au lion naissant d'azur. - Famille noble |
| Blason Famille d'Escoffier         | Famille d'Escoffier De gueules, à l'épervier d'argent, becqué et armé de sinople, senestré d'une hache d'armes d'argent ; au chef cousu d'azur, chargé de trois étoiles d'argent. Alias parti d'azur à l'ancre d'argent dans une mer de sinople. - Famille noble éteinte                                                      |
|                                    | Famille d'Espic de Gep de Ginestet D'azur à trois épis d'or surmontés d'un soleil du même. Alias parti ; au 2 d'argent à trois molettes d'éperon de gueules, qui est de Gep de Ginestet. - Devise : « Calcar gloriæ virtus » – Famille noble                                                                                  |
| d'or à trois bandes d'azur         | Famille d'Estève D'or à trois bandes d'azur. - Famille noble |
|                                    | Famille d'Estienne D'azur, à trois bandes d'or. - Devise : « Courage, honneur et foy » - Famille noble |
|                                    | Famille Eygua De gueules à une fontaine jaillissante, d'argent ; au chef d'or, chargé de trois roses de gueules. - Famille noble |

### F
| Blason                                    | Nom de la famille, blasonnement et devise |
| ----------------------------------------- | --- |
|                                           | Famille Fabre de l'Aude De gueules à la bande d'or, deux besants en haut et un en bas du même. - Famille noble |
|                                           | Famille de La Fage de Pailhès D'or à un arbre de sinople, accompagné en pointe d'un lion de gueules. Alias d'argent au hêtre terrassé de sinople, au lion léopardé de gueules brochant sur le fût de l'arbre. Alias écartelé aux 1 et 4 d'Adhémar de Monteil, aux 2 et 3 de Nobili ; sur le tout de La Fage ancien. - Famille noble |
| Blason Famille de Fages                   | Famille de Fages de Rochemure D'or à la montagne de trois coupeaux de gueules, surmontée d'une colombe d'argent tenant en son bec un rameau d'olivier, au chef d'azur chargé de trois fleurs de lys d'or. - Famille noble |
|                                           | Famille de La Fare D'azur à trois flambeaux d'or, allumés de gueules, posés en pal [rangés en fasce]. Alias 2 et 1. - Devise : « Lux nostris hostibus ignis », – Famille noble subsistante |
|                                           | Famille de Faret de Fournès Bandé d'argent et de gueules. - Famille noble |
|                                           | Famille de Fargues De gueules, au chevron d'or, accompagné de trois quintefeuilles d'argent, deux en chef, une en pointe. - Famille noble |
|                                           | Famille de Faure de Fougeiroles De gueules à trois bandes d'or. - Famille noble |
|                                           | Famille de Faÿ de La Tour-Maubourg De gueules à la bande d'or chargée d'une fouine d'azur. - Famille noble éteinte |
| Blason Famille de La Faye de Chambaron    | Famille de La Faye de Chambaron D'azur, au sautoir d'argent cantonné de quatre étoiles d'or. - Famille noble |
|                                           | Famille de Fayet de Gabriac D'azur à une fasce de sable bordée d'or chargée d'une coquille d'argent accostée de deux étoiles d'or, accompagnée en chef d'une levrette d'argent courante, ayant un collier de gueules bordé et bouclé d'or, et en pointe de trois losanges aussi d'or rangés en fasce. - Famille noble subsistante   |
| Blason Famille de Fayn                    | Famille de Fayn de Rochepierre D'azur à la tour d'argent maçonnée et crénelée de sable, soutenue de deux lions d'or armés et lampassés de gueules, au chef cousu de gueules à trois coquilles d'or. - Famille noble |
|                                           | Famille de La Fayolle de Mars D'argent au lion rampant de gueules, au chef d'azur chargé de deux palmes d'or passées en sautoir liées de gueules. - Devise : « Tendit ad gloriam » - Famille noble |
|                                           | Famille de Fiennes D'argent au lion de sable. Alias de gueules au lion couronné d'or. - Famille noble |
|                                           | Famille de Fieubet D'azur au chevron d'or accompagné en chef de deux croissants d'argent et en pointe d'une montagne de même., Alias écartelé ; au 2 de gueules au lion d'or, au 3 d'or au paon passant d'argent, au 4 de gueules à la croix d'or. - Devise : « Fortiter ad alta » – Famille noble éteinte                          |
| Blason Famille de Fillere de Charrouil    | Famille de Fillère de Charrouil alias Filaire D'or, à trois peupliers de sinople, posés sur un mont de sable. Alias à trois palmes de sinople posées 2 et 1. - Famille noble |
|                                           | Famille de Finance D'azur, à trois cloches tympanées d'argent, posées 2 et 1. - Famille noble |
| Blason Famille de Flandrin                | Famille de Flandrin de Porcherolles D'azur à une fasce d'or accompagnée de trois roses d'argent 2 et 1. - Famille noble |
|                                           | Famille de Fleury de Dio D'azur à trois roses d'or. Alias écartelé, aux 2 et 3 coupé de gueules au lion naissant d'or et d'azur plein., - Famille noble |
| Blason Famille de Florit de Clamouze      | Famille de Florit de Clamouze de Corsac D'azur à l'oie d'argent, au chef de gueules chargé d'un casque d'argent. Alias l'oie d'argent accostant un lys tigé et feuillé de même. - Famille noble |
| Blason Famille de Flotte de La Roche      | Famille de Flotte de La Roche Losangé d'argent et de gueules ; au chef d'or. - Devise : « Tout flotte » - Famille noble |
|                                           | Famille de Fontunié D'azur à une fontaine à cinq tuyaux d'argent. - Famille noble |
|                                           | Famille Fornier de Clausonne D'or à un lion de gueules ; au chef d'azur chargé de trois étoiles d'argent. - Famille noble éteinte |
|                                           | Famille de Fournas de La Brosse D'argent à trois fasces d'azur et un griffon ailé d'or brochant sur le tout, onglé, langué, couronné d'azur., - Famille noble subsistante |
| Blason Famille de Framond de la Framondie | Famille de Framond ou Faramond De gueules, au lion d'or armé et lampassé de même ; au chef cousu d'azur, chargé de trois étoiles d'or. Alias parti ; au 1, bandé d'argent et de gueules de six pièces., - Famille noble |
| Blason Famille Le Franc de Pompignan      | Famille Le Franc de Pompignan D'azur, à un cavalier armé d'argent, tenant en main une épée nue. - Famille noble |
| Blason Famille de Frevol                  | Famille de Frévol de La Coste De gueules à deux lions d'or affrontés, tenant une roue de même sur un mont aussi d'or. - Famille noble |
|                                           | Famille Fustier D'or à trois [figues] pendantes d'azur, [tigées et] feuillées de sinople. - Famille noble |

### G
| Blason                        | Nom de la famille, blasonnement et devise |
| ----------------------------- | --- |
|                               | Famille de Gabriac De gueules à sept losanges d'or, 3, 3 et 1. - Famille noble subsistante |
|                               | Famille de La Garde-Chambonas D'azur au chef d'argent. - Famille noble éteinte |
|                               | Famille de Gardouch de Balesta D'or, à la croix de sable. - Famille noble |
|                               | Famille de Gavarret D'argent, à trois lions de sable, armés et lampassés de gueules, les deux en chef affrontés., Alias le troisième lion passant. Alias au rosier sauvage boutonné de sable, accosté de deux lions de même. - Famille noble |
| Blason Famille Gay de Planhol | Famille Gay de Planhol D'azur à un lion d'or, lampassé et armé de gueules, et une étoile d'argent posée au canton dextre du chef ; et un chef cousu de gueules chargé de trois étoiles d'argent. - Famille noble |
| Blason Famille de Gazelles    | Famille de Gazelles alias Gaseles De gueules au chevron d'or accompagné de trois besants de même. - Famille noble |
|                               | Famille de Gelas d'Ambres et de Lautrec D'azur, au lion d'or, lampassé, armé et couronné de gueules. |
|                               | Famille Gensoul D'azur au dextrochère d'argent tenant une pensée au naturel ; au chef cousu de gueules chargé de deux colombes essorantes d'argent se becquetant., |
|                               | Famille de Gep de Fos D'argent à trois molettes d'éperon de gueules. - Famille noble |
| Blason Famille de Gevaudan    | Famille de Gévaudan D'azur à la croix d'argent accompagnée aux premier et quatrième cantons d'un soleil d'or, aux 2 et 3 d'un croissant d'argent. - Famille noble |
| Blason Famille de Gigord      | Famille de Gigord De gueules à la rose d'argent, au chef cousu d'azur à trois faucons d'argent. Alias au chef cousu d'azur chargé de trois merlettes d'argent. - Famille noble |
|                               | Famille de Ginestous de Montdardier Écartelé : aux 1 et 4, d'or au lion rampant de gueules armé et lampassé de sable, qui est de Ginestous ; aux 2 et 3, d'argent à trois fasces crénelées de trois pièces de gueules, qui est de Montdardier. Alias aux 2 et 3, les fasces crénelées de cinq pièces. - Devises : « Nec vi nec metu » – « Stabit atque florebit » – Famille noble subsistante                                                                           |
| Blason Famille de Girard      | Famille de Girard D'azur à la tour d'argent à trois donjons maçonnés de sable, au chef cousu de gueules chargé d'une étoile d'or accostée à droite d'un lion naissant d'or, à gauche d'un croissant renversé d'argent. - Famille noble |
|                               | Famille des Gois alias Goys D'azur au chevron d'argent chargé de trois fleurs de lys de gueules ; parti de sable à la tour crénélée d'argent. - Famille noble |
|                               | Famille de La Gorce De gueules à trois rocs d'or 2 et 1. Alias écartelé, aux 1 et 4 d'azur à la demi-fleur de lys d'or jointe à une demi-aigle de sable, aux 2 et 3 de sable à trois croissants renversés d'argent 2 et 1. - Famille noble |
|                               | Famille de Gouze de Saint-Martin De gueules à deux sabres d'or, posés en bande, l'un sur l'autre., - Famille noble révoquée |
| Blason Famille de Goyrans     | Famille de Goyrans D'or, au lion rampant de sable, armé et lampassé de même. - Famille noble |
|                               | Famille de Grave ou Graves D'azur à trois fasces ondées d'argent. Alias écartelé d'azur à cinq merlettes de sable en sautoir, qui est Merle., - Famille noble |
|                               | Famille de Grimal D'argent, au lévrier passant de sable ; au chef d'azur, chargé d'un croissant d'argent accosté de deux étoiles d'or. - Famille noble |
| Blason Famille de Guison      | Famille de Guison alias Guissons D'azur au lion d'or, au chef cousu de gueules chargé de trois étoiles d'argent. - Famille noble |
|                               | Famille de Guyon de Geis de Pampelonne Parti : au 1 d'azur à la tour crénelée d'argent et maçonnée de sable, soutenue par deux lions d'or et accompagnée en pointe de trois badelaires d'argent à la garde d'or posés en fasce, qui est de Guyon ; au 2 de gueules à la bande d'or chargée de huit points de sable et accompagnée de trois fleurs de lys d'argent, deux en chef et une en pointe, qui est de Geis. - Devise : « Vis unita fit fortior » – Famille noble |

### H
| Blason                             | Nom de la famille, blasonnement et devise |
| ---------------------------------- | --- |
|                                    | Famille d'Hautpoul D'or à deux fasces de gueules accompagnées de six coqs de sable, crêtés, becqués et barbés de gueules, 3, 2 et 1. Alias les coqs crêtés, becqués et barbés du même. - Famille noble subsistante                                                                                       |
| Blason Famille de Hautvilar        | Famille de Hautvilar D'azur à trois roses d'argent, au chef cousu de gueules au lion issant d'or. - Famille noble |
|                                    | Famille d'Hérail de Brisis D'azur au navire d'or, fretté, équipé, voilé d'argent, flottant sur des ondes du même. Alias d'or, au chêne de sinople. - Devise : « Neque Charybdis, neque Scylla » – Famille noble subsistante                                                                              |
| Blason Famille d'Hilaire de Jovyac | Famille d'Hilaire de Jovyac alias de Toulon de Sainte-Jaille Écartelé : aux 1 et 4, d'azur au lévrier courant d'argent surmonté d'une tour de même, qui est de Jovyac ; aux 2 et 3, de sinople au cygne d'argent membré d'or, qui est de Toulon. - Devise : « Fais bien et laisse dire » - Famille noble |

### I
| Blason | Nom de la famille, blasonnement et devise |
| ------ | --- |
|        | Famille d'Isarn de Villefort D'azur à la fasce d'or, accompagnée de trois besants de même en chef et d'un croissant aussi d'or en pointe. - Famille noble |
|        | Famille d'Izarn de Valady D'azur, au lévrier passant d'argent ; au chef d'argent, chargé de trois étoiles de gueules. - Famille noble                     |

### J
| Blason | Nom de la famille, blasonnement et devise |
| ------ | --- |
|        | Famille de Jessé D'argent au laurier de sinople [mouvant de la pointe] ; au chef d'azur chargé de trois cœurs d'or. - Famille noble                                                                              |
|        | Famille de Jossaud D'azur au lion naissant d'argent, au chef d'or, chargé de trois losanges de gueules. - Famille noble                                                                                          |
|        | Famille de Julien de Vinezac D'azur à une colombe d'argent les ailes éployées, écartelé de sable à une tour maçonnée et coulissée d'argent ; sur le tout d'or à la bande de gueules. - Famille noble             |
|        | Famille de Justet de Sardiges D'azur au chateau d'argent maçonné de sable, cantonné de quatre croisettes d'argent et surmonté d'un lion d'or armé et lampassé de gueules. Alias le lion passant. - Famille noble |

### L
| Blason                 | Nom de la famille, blasonnement et devise |
| ---------------------- | --- |
|                        | Famille du Lac de Montledier ou Dulac, de Boutenac D'argent à la bordure de gueules., - Famille noble |
|                        | Famille Lagarde olim La Garde D'azur à deux chevrons d'or accompagnés de trois quintefeuilles du même. - Famille noble |
|                        | Famille de Landes d'Aussac de Saint-Palais D'azur à la bande d'or, chargée de trois tourteaux d'azur, accompagnée en chef de trois croissants d'argent, et en pointe d'un cygne d'argent nageant sur une rivière du même., - Devise : « Albus inter albos » - Famille noble                           |
|                        | Famille de Langlade D'argent à trois taus de gueules. Alias écartelé ; aux 2 et 3 d'or à une tour de sable surmontée de deux haches d'armes d'argent. - Devise : « Nec sine percussorem ingredi nec lœdere » – Famille noble subsistante                                                              |
|                        | Famille de Lapanouse D'argent, à six cotices de gueules. - Famille noble subsistante |
|                        | Famille de Larcare Fascé d'or et de gueules de six pièces. - Famille noble |
|                        | Famille de Largier D'azur au chevron d'or, accompagné de deux roses d'argent en chef et d'une tour crénelée d'argent en pointe. - Famille noble |
| Blason Laroche-Lambert | Famille de Laroche-Lambert Écartelé : aux premier et dernier d'azur, à la croix d'argent ; aux deuxième et troisième d'azur, à un arbre arraché d'or. - Famille noble |
|                        | Famille Lasserre ou Lassère D'or à deux pals de gueules. |
|                        | Famille de Lassus D'or à la bande engrêlée de gueules, accompagnée de deux grenades tigées et feuillées de même [posées en bande]. - Famille noble subsistante |
|                        | Famille de Lastic De gueules à la fasce d'argent. - Famille noble subsistante |
|                        | Famille de Lauberge de Cassagnoles De gueules à deux besants d'argent, accompagnés de trois roses de même., - Famille noble |
|                        | Famille de Laudun D'azur au sautoir d'or et un lambel de gueules en chef. Alias un lambel de même. - Famille noble |
|                        | Famille de Laudun D'azur au sautoir d'argent, au chef de vair. |
|                        | Famille de Laulanhier De gueules à trois besants d'or posés en bande. - Famille noble |
|                        | Famille de Lautrec et Toulouse-Lautrec De gueules au lion d'or. Alias de Toulouse, écartelé de gueules au lion d'or, qui est de Lautrec., - Famille noble subsistante |
|                        | Famille Lecomte et Lecomte de Latresne De gueules au lion d'or, accompagné en chef de deux étoiles d'argent., Alias deux étoiles d'or. - Famille noble |
|                        | Famille de Lescure de Saint-Denis De gueules au lion d'argent, entouré de huit besants de même en orle. Alias sept besants. - Famille noble subsistante |
|                        | Famille de Lestrange De gueules au lion léopardé d'argent en chef, et deux lions d'or adossés en pointe., - Famille noble |
|                        | Famille de Lévis de Mirepoix et de Léran D'or, à trois chevrons de sable., Alias écartelé ; aux 2 et 3 d'or, à trois pals de gueules. - Devise : « Aide Dieu au second chrétien Lévis » – Famille noble                                                                                               |
|                        | Famille de Lordat de Bram et de Castagnac D'or, à la croix de gueules., - Devise : « Pro fide ! », - Famille noble |
|                        | Famille de Luillier de Rouvenac ou Lhuillier D'azur à trois coquilles d'or. - Famille noble |
|                        | Famille de Lunel D'azur à un croissant versé d'argent. - Famille noble |
|                        | Famille de Luzy de Pélissac D'or, à la fasce échiquetée d'argent et de gueules ; parti de gueules, au chevron d'argent, accompagné de trois étoiles d'or, deux en chef et une en pointe. Alias parti de gueules au chevron d'argent accompagné de trois étoiles d'argent. - Famille noble subsistante |

### M
| Blason                                      | Nom de la famille, blasonnement et devise |
| ------------------------------------------- | --- |
|                                             | Famille de Maillan D'azur à trois chevrons d'argent, parti de gueules au lion d'or armé et lampassé de même. - Famille noble |
| Blason Famille de Malbec                    | Famille de Malbec de Briges De sinople au cerf passant d'or, à la bordure de même. - Famille noble |
|                                             | Famille de Malbosc de Miral D'azur à trois chevrons d'argent posés l'un au-dessus de l'autre, qui est de Malbosc ; parti de gueules à une chèvre rampante d'or, qui est de Cabrières-Miral. - Famille noble |
|                                             | Famille de Marliave de Pontel De gueules, à deux bars (poissons) adossés d'argent. - Famille noble subsistante |
|                                             | Famille de Marquefave De gueules à trois pals d'or. - Famille noble |
|                                             | Famille de Mars de Liviers D'azur à la bande d'argent côtoyée de deux étoiles de même, au chef d'argent. - Famille noble |
|                                             | Famille de Massac Échiqueté de seize points d'azur et d'or, chaque point d'azur chargé d'une étoile d'or, chaque point d'or d'une étoile d'azur. - Famille noble |
| Blason Famille de Mathias                   | Famille de Mathias De gueules à trois dés à jouer d'argent. - Famille noble |
|                                             | Famille de Mauléon De gueules au lion d'or., Alias au lion d'argent. - Famille noble |
|                                             | Famille Maurand Échiqueté d'argent et de gueules. - Famille noble |
|                                             | Famille de Mazade D'argent, au chevron de gueules, accompagné en pointe d'un lionceau de même ; au chef d'azur chargé de trois étoiles d'or. Alias d'azur au chevron d'or, accompagné en pointe d'un lion du même, au chef de gueules chargé d'un croissant d'argent accosté de deux étoiles d'or. - Famille noble |
| Blason Famille de Merle de La Gorce         | Famille de Merle de La Gorce De gueules à l'épée d'argent posée en pal, la pointe en haut, ayant la garde et la poignée d'or, coupé d'un échiqueté d'argent et de sable. - Famille noble |
|                                             | Famille de Michel du Roc de Brion D'azur à un rocher isolé d'argent, accompagné en chef de deux étoiles d'or., - Famille noble |
|                                             | Famille de Mieulet de Ricaumont D'azur, à trois abeilles accompagnées de trois ruches, le tout d'or., - Famille noble |
|                                             | Famille de Mirman de Florac ou Mirmand D'or au lion de gueules, au chef d'azur chargé de deux étoiles d'or. - Famille noble |
|                                             | Famille de Molen de La Vernède D'azur à trois sautoirs d'or posés 2 et 1. - Famille noble |
| Blason Famille de Molette de Morangies      | Famille de Molette de Morangiès D'azur au cor de chasse d'argent, lié et enguiché de gueules, qui est de Morangiès ; accompagné de trois molettes d'éperon d'or, deux en chef, une en pointe, qui est de Molette. - Famille noble |
|                                             | Famille de Montagut de Bouzols De gueules à la tour donjonnée d'argent de deux pièces l'une sur l'autre. - Famille noble |
|                                             | Famille de Montazet de La Roque D'azur à trois coquilles d'or. - Famille noble |
| Blason Famille de Montcalm-Gozon            | Famille de Montcalm-Gozon Écartelé, aux 1 et 4 d'azur à trois colombes d'argent posées 2 et 1, aux 2 et 3 de sable à la tour d'argent, qui est de Montcalm ; sur le tout de gueules à la bande d'argent bordée d'azur et une bordure crénelée d'argent, qui est de Gozon. - Devises : « Mon innocence est ma forteresse » – « Draconis extinctor » - Famille noble                                                                       |
|                                             | Famille de Monteil de Corsas De gueules à deux chevrons d'argent accompagnés d'un croissant de même en pointe, au chef d'or chargé de deux molettes d'éperon de gueules. - Famille noble |
|                                             | Famille de Montels de Fabrezan D'azur à deux chevrons d'or. - Famille noble |
|                                             | Famille de Montgolfier D'argent à une montagne de sinople mouvante du côté droit, au pied de laquelle est une mer d'azur, aussi mouvante de la pointe de l'écu, et en chef un globe aérostatique de gueules ailé de même. - Famille noble subsistante |
|                                             | Famille de Montolieu Fascé d'or et d'azur de six pièces. - Famille noble |
|                                             | Maison de Montpellier D'argent à un tourteau de gueules. - Maison noble éteinte |
|                                             | Famille de Montredon D'azur au lion d'or ; à la bordure componée d'argent et de sable. Alias la bordure componée d'argent et de gueules. Alias à la bordure crénelée d'argent bordée de gueules. - Famille noble |
|                                             | Famille de Montrond Coupé : au 1, parti de gueules et d'azur, à deux croissants d'argent en fasce sur les deux partis et accostés à dextre et à senestre de deux mouchetures d'hermine de sable ; au 2, d'or, au monde d'azur cintré et surmonté d'une croix recroisetée de sable, alias d'argent. Alias d'or au monde d'azur, au chef d'argent chargé de deux croissants de gueules accostés de deux hermines de sable. - Famille noble |
|                                             | Famille de Mostuéjouls De gueules à la croix fleurdelisée d'or, cantonnée de quatre billettes de même. - Famille noble subsistante |
|                                             | Famille de La Motte-Brion De gueules à l'aigle éployée à deux têtes d'or. - Famille noble |
| Blason Famille de Mourgues de Saint-Germain | Famille de Mourgues de Saint-Germain De gueules au sautoir d'or ; au chef cousu d'azur chargé de trois étoiles d'or. - Famille noble |

### N
| Blason                     | Nom de la famille, blasonnement et devise |
| -------------------------- | --- |
|                            | Maison de Narbonne De gueules plein. - Famille noble éteinte |
| de gueules plein           | Famille de Narbonne d'Aubiac De gueules plein. - Famille noble |
| Blason Famille de Narbonne | Famille de Narbonne de Larque D'azur au lion d'argent armé et lampassé de gueules, au chef cousu de gueules chargé de trois étoiles d'or, écartelé d'or à trois chevrons de sable., - Famille noble éteinte                                                 |
|                            | Famille de Nattes De gueules à trois nattes d'or mises en fasce. - Famille noble subsistante |
| Blason Famille de Naylies  | Famille de Naylies D'azur au dauphin d'or, surmonté d'une flèche du même, la pointe basse ; au chef d'argent chargé de trois molettes de sable. - Famille noble                                                                                             |
|                            | Famille de Nicolaÿ ou Nicolaï D'azur au lévrier courant d'argent accolé de gueules et bouclé d'or., Alias au lévrier courant d'argent accolé et bouclé d'or. - Famille noble subsistante                                                                    |
| Blason Maréchal Niel       | Famille Niel D'azur à un L d'or, surmonté d'un nid renfermant trois oiseaux d'argent. Alias à la lettre L d'or surmontée d'un nid au naturel garni de trois oiselets de même. - Famille subsistante d'ancienne bourgeoisie                                  |
|                            | Famille de Niort D'azur à trois chevrons d'or accompagnés de trois étoiles d'argent. - Famille noble éteinte |
|                            | Famille de Noailhan De gueules, à la croix tréflée, vidée et alésée d'argent. - Famille noble |
| Blason Famille de Noe      | Famille de Noé Losangé d'or et de gueules. - Famille noble |
|                            | Famille de Nogaret de La Valette D'argent au noyer de sinople ; au chef de gueules chargé d'une croix alésée d'argent., Alias écartelé, aux 1 et 4 d'argent au noyer de sinople, aux 2 et 3 de gueules à la croix de Toulouse d'or. - Famille noble éteinte |

### O
| Blason               | Nom de la famille, blasonnement et devise |
| -------------------- | --- |
|                      | Famille Odde-Bonniot D'azur à une tête de lion d'or et deux roses d'argent en pointe. - Famille noble |
|                      | Famille d'Olive De gueules, à trois bandes d'or. - Famille noble |
|                      | Famille d'Ollone D'azur, au lion rampant d'or, la queue fourchée, nouée et passée en sautoir ; à la fasce élevée d'argent, surmontée de trois étoiles d'or rangées en fasce. - Famille noble subsistante                                  |
| Blason Famille d'Oms | Famille d'Oms Fascé d'or et de sable. Alias d'or à trois fasces de sable., - Devise : « Dei dono sum quod sum » – Famille noble éteinte                                                                                                   |
|                      | Famille d'Ouvrier ou Douvrier D'azur, à un chevron d'argent chargé de sept merlettes de sable, accompagné de neuf épis d'or liés du même trois par trois. Alias les épis liés de gueules., - Devise : « Rien sans peine » – Famille noble |

### P
| Blason                             | Nom de la famille, blasonnement et devise |
| ---------------------------------- | --- |
|                                    | Famille de Pagesse de Saint-Lieux ou Pagèze, Pagèse De gueules, au chef d'argent. Alias écartelé ; aux 2 et 3 d'argent à la bande d'azur chargée d'un croissant d'argent, qui est de Soubeyran d'Arifat. - Devise : « Pax vivis in Christo » – Famille noble |
| Blason Famille Pascal              | Famille de Paschal D'azur à l'agneau pascal d'argent arboré de même, le guidon chargé d'une croix de gueules. Alias d'azur à l'agneau pascal d'argent. - Devise : « Spes mea Christus » – Famille noble |
|                                    | Famille de Pavin de Lafarge D'azur à trois étoiles d'or, deux en chef et une en pointe, celle-ci soutenue d'un croissant d'argent. - Famille noble subsistante |
|                                    | Famille de Pélamourgue de Malevieille De gueules au lion d'or armé et lampassé de même. - Famille noble |
| Blason Famille de Pelet            | Maison de Pelet D'argent au chef de sable et à la bordure de gueules. - Famille noble |
|                                    | Famille de Pelet de Salgas D'azur à trois chevrons d'argent accompagnés de trois étoiles d'or, 2 et 1, au chef cousu de gueules, qui est de La Mare de Salgas ; parti d'azur à deux épées passées en sautoir, d'argent, les pointes en haut, les gardes et les poignées d'or, qui est de Planque ; et sur le tout un écu d'argent au chef de sable, à la bordure de gueules, qui est de Pelet. - Famille noble |
|                                    | Famille du Peloux D'argent au sautoir dentelé d'azur. Alias engrêlé. - Famille noble |
|                                    | Famille de Percin et Percin de Montgaillard D'azur au cygne d'argent nageant sur une onde du même et surmonté de trois molettes d'or rangées en chef. Alias écartelé, aux 1 et 4 d'or à une tour d'azur maçonnée d'argent, sommée de trois tourelles d'or ; aux 2 et 3 de gueules au lion d'or (Mauléon) ; sur le tout, de Percin. - Famille noble                                                             |
|                                    | Famille de Peyre Écartelé : aux 1 et 4 d'azur à la croix alésée d'or ; aux 2 et 3 d'or à une pensée au naturel, feuillée de sinople. |
| Blason Famille de Peyrebesses      | Famille de Peyrebesses du Mazel De sinople à deux flambeaux d'argent allumés et posés dans un chandelier de même, parti de gueules à la tour crénelée d'argent maçonnée de sable, avec une colombe d'argent tenant un pied sur la tour et l'autre sur une branche de sinople mise en pal. - Famille noble |
|                                    | Famille de Peytes de Montcabrier D'azur, à trois fasces d'or, et en pointe deux croisettes d'argent, qui est de Peytes ; écartelé de gueules, à un mont d'argent sommé d'un arbre sans feuilles, ou créquier, surmonté d'une chèvre passante d'argent ; au chef cousu d'azur, chargé de trois fleurs de lys d'or, qui est de Montcabrier. - Famille noble éteinte                                              |
|                                    | Famille de Pierre de Bernis D'azur à la bande d'or, accompagnée en chef d'un lion passant de même, armé et lampassé de gueules. - Devise : « Armé pour le roi » - Famille noble subsistante |
|                                    | Famille de Pineton de Chambrun Écartelé : aux 1 et 4 d'azur, à trois pommes de pin d'or, la queue en l'air, posées 2 et 1 ; aux 2 et 3 d'argent, à l'aigle de sable au vol abaissé (qui est de Grangers). Alias de gueules à trois pommes de pin d'or feuillées de sable 2 et 1. - Famille noble |
| Blason Famille de Pinhac           | Famille de Pinhac de Fours D'argent, au pin de sinople, accosté d'un lion de gueules, lampassé et armé d'or. Alias d'argent au pin de sinople., - Famille noble éteinte |
| Blason Famille de Pins             | Famille de Pins-Montbrun De gueules, à trois pommes de pin d'or, posées 2 et 1, la tige en bas. - Devise : « Du plus hault les pins ! » - Famille noble subsistante |
|                                    | Famille de Piolenc De gueules à six épis de blé d'or posés 3, 2 et 1, à la bordure engrêlée de même. - Devise : « Campi tui implebuntur ubertate » - Famille noble |
|                                    | Famille de Platea De sinople, à un château fort flanqué de deux tours d'argent, maçonné de sable ; au chef cousu d'azur, chargé d'une pleine lune d'argent accostée de deux étoiles d'or. - Famille noble |
|                                    | Famille de Polastron D'argent au lion de sable lampassé de gueules. Alias lampassé et armé., - Famille noble éteinte |
|                                    | Maison de Polignac Fascé d'argent et de gueules. - Devise : « Sacer custos paci » - Famille noble subsistante |
| Blason Famille de Pollalion        | Famille de Pollalion de Glavenas D'azur, à trois bandes d'or ; au chef cousu d'azur, chargé de trois étoiles d'or, et soutenu de gueules. Alias à trois bandes d'or, au double chef, l'un d'azur à trois étoiles d'or, l'autre de gueules au lion d'or. - Famille noble |
|                                    | Famille de Ponsonnailles D'azur à trois cloches d'argent bataillées de sable. - Famille noble |
| Blason Famille du Pont de Ligonnes | Famille du Pont de Ligonnès De gueules au heaume d'or, accompagné de trois étoiles d'argent, deux en chef et une en pointe., Alias d'azur à un casque d'argent, accompagné de trois étoiles d'or, 2 et 1. - Famille noble subsistante |
|                                    | Famille de Porcelet de Maillane D'or à une truie de sable. - Famille noble éteinte |
|                                    | Famille du Port Palé d'argent et d'azur de six pièces, à la trangle de sable brochant sur le tout. - Devise : « Cingit et obstat » - Famille noble |
| Blason Famille de Pradier d'Agrain | Famille de Pradier d'Agrain D'azur, à trois lions d'argent, couronnés d'or, armés et lampassés de gueules, 2 et 1. Alias à trois lions d'or couronnés de même, deux en chef, un en pointe. - Famille noble |
|                                    | Famille de Praron De gueules au lion d'or, armé et lampassé de même tenant une épée d'argent mise en pal. - Famille noble |
|                                    | Famille du Prat de Gondole D'or à la fasce de sable accompagnée de trois trèfles de sinople, deux en chef un en pointe. - Devise : « Spes mea Deus » - Famille noble |
|                                    | Famille de Pujol D'argent au lion de sable, armé, lampassé et couronné de gueules. - Famille noble |
|                                    | Famille du Puy-Montbrun de Nozières D'or au lion de gueules armé et lampassé d'azur. - Famille noble |

### R
| Blason                                   | Nom de la famille, blasonnement et devise |
| ---------------------------------------- | --- |
|                                          | Famille de Ratte D'azur à trois étoiles d'argent, 2 et 1. - Famille noble |
|                                          | Famille de Reboul de Marmoulières De gueules à trois tourteaux d'or, 2 et 1. Alias d'azur, à trois tortues d'or la tête en haut. - Famille noble |
| Blason Famille de Reboulet               | Famille de Reboulet D'azur à la tour d'argent orlée et maçonnée de sable accostée de deux fleurs de lys d'or. - Famille noble |
|                                          | Famille de Réhès de Sampigny De gueules au sautoir d'or., Alias au sautoir d'argent. - Famille noble |
|                                          | Famille de Rességuier D'or à l'arbre de sinople terrassé du même, au chef d'azur chargé de trois roses d'argent. Alias au chef d'azur chargé de trois trèfles d'argent. - Famille noble subsistante |
|                                          | Famille de Retz de Bressolles ou Rets D'azur au chevron d'or accompagné deux étoiles de même en chef, et une épée d'argent en pointe, la pointe mise en bas, en pal. Alias écartelé : aux 2 et 3, d'azur à la fasce haussée d'argent (qui est de Bressolles). - Famille noble |
| Blason Famille de Reversat               | Famille de Reversat D'azur, au chevron d'or chargé de trois roses de gueules, accompagné de trois lions grimpants d'or, deux en chef, un en pointe. Alias au chevron d'or, accompagné de trois lions rampants du même, posés 2 et 1. - Famille noble |
|                                          | Famille de Ricard De pourpre à une rose d'or, au chef d'azur à une croix d'or et un croissant d'argent. Alias au chef cousu d'azur, chargé d'une croix pattée et d'un croissant d'argent. - Famille noble éteinte |
| Blason Famille de Rigal                  | Famille de Rigal alias Rigail Parti : au 1, de gueules à la fasce d'or chargée d'une aigle de sable membrée et becquée de gueules ; au 2, les armes de la maison d'Apchier. Alias au 2, d'azur à un cygne d'argent becqué et membré de gueules, accolé d'une croix haussée d'or. - Famille noble |
|                                          | Famille de Rigaud de La Roujane D'argent, au lion de gueules. - Famille noble |
|                                          | Famille de Rigaud de Vaudreuil D'argent, au lion couronné de gueules. - Famille noble |
| Blason Famille Riquet de Caraman         | Famille Riquet de Caraman D'azur à la bande d'or accompagnée en chef d'une demi-fleur de lys d'or, défaillante à dextre, florencée (fleuronnée) du même, et en pointe de trois roses d'argent posées en orle. Alias écartelé, aux 1 et 4 d'azur à la bande d'or accompagnée en chef d'un fer de lance du même et en pointe de trois roses d'argent, aux 2 et 3 de gueules à la bande d'or ; au franc-quartier des barons militaires. |
|                                          | Famille de Rivière de Corsac D'azur au cygne d'argent à une épée de même passant en bande au-dessous du col, et en chef un croissant d'argent entre deux étoiles d'or. - Famille noble éteinte |
|                                          | Famille de La Rivoire de La Tourette De gueules au lion d'argent armé et lampassé de sable, qui est de La Rivoire ; écartelé d'or au lion de gueules, qui est de Ginestous La Tourette. - Famille noble |
|                                          | Famille de Rochebonne D'azur à trois tours d'argent maçonnées de sable 2 et 1., - Famille noble |
|                                          | Famille de Rochefort d'Ailly De gueules à la bande ondée d'argent accompagnée de six merlettes de sable rangées en orle. Alias la bande ondoyée d'argent accompagnée de six merlettes de même. - Devise : « Per ardus virtus » – Famille noble éteinte |
|                                          | Famille de Rochemore D'azur à trois rocs d'échiquier d'argent posés 2 et 1. - Devise : « Rupibus firmior » - Famille noble |
|                                          | Famille de La Rochenegly D'argent à l'aigle de sable posée sur un rocher du même. - Famille noble |
|                                          | Famille de Rocozel D'azur à trois rocs d'échiquier d'or. - Famille noble |
| Blason Famille de La Rocque              | Famille de La Rocque de La Tourette D'azur à deux lévriers affrontés d'argent, colletés et bouclés de gueules ; au chef d'argent chargé de deux rocs d'échiquier de sable. - Famille noble |
| Blason Famille de La Rodde de Saint-Haon | Famille de La Rodde de Saint-Haon Écartelé : aux 1 et 4, d'azur, à la roue d'or ; au chef d'argent, chargé de trois chevrons de gueules, mis en fasce (qui est La Rodde); aux 2 et 3, de gueules, à la bande d'or (qui est Saint-Haon). - Devise : « Audaces fortuna juvat » - Famille noble |
|                                          | Famille de Romanet de Lestrange De gueules au lion léopardé d'argent en chef, et deux lions d'or adossés en pointe, qui est de Lestrange. - Famille noble |
|                                          | Famille de Roque de Clausonne D'azur à trois rocs d'or. - Famille noble |
|                                          | Famille de Roquefeuil De gueules écartelé par un filet d'or à douze cordelières de même, trois dans chaque quartier., - Famille noble |
|                                          | Famille de Roquefeuil-Blanquefort Fascé et contre-fascé d'or et de gueules de quatre pièces, qui est de Blanquefort ; à huit nœuds de cordelière de l'un en l'autre, qui est de Roquefeuil. - Famille noble subsistante |
|                                          | Famille de Roquemaurel D'azur aux trois rocs d'échiquier d'or, 2 et 1, et au chef d'argent chargé d'un lévrier passant de sable. Alias le lévrier colleté et bouclé d'or. - Devise : « Malo mori quam fœdari » – Famille noble subsistante |
|                                          | Famille de Rosset de Fleury Écartelé : au 1 d'argent à un bouquet de trois roses de gueules, la tige et les feuilles de sinople, qui est de Rosset ; au 2 de gueules, au lion d'or, qui est de Lasset ; au 3 écartelé d'argent et de sable, qui de La Tude ; au 4 d'azur aux trois rocs d'échiquier d'or posés 2 et 1, qui est de Rocozel ; sur le tout d'azur à trois roses d'or, qui est de Fleury. - Famille noble éteinte        |
|                                          | Famille Rotquier de La Valette D'argent au mont de dix coupeaux de sable, 4, 3, 2 et 1 ; au chef d'azur chargé de trois étoiles d'or. - Famille noble |
|                                          | Famille de Roux D'azur à deux triangles ou diamants d'argent mouvants des flancs et appointés en cœur. - Famille noble subsistante |
|                                          | Famille Roux de Puivert D'argent à six mouchetures d'hermine de sable posées 3, 2 et 1. - Famille noble éteinte |
| Blason Famille de Royraud                | Famille de Royrand du Villard D'azur à la croix d'argent chargée de cinq coquilles de gueules. - Famille noble |
| blason                                   | Famille de Ruelle D'azur au chevron d'argent accompagné de trois fers de flèche de même, posés en pal, deux en chef, un en pointe. - Famille noble |
|                                          | Famille de Ruolz de Brossain alias Ruols D'azur à trois fusées d'or [rangées] en fasce. - Famille noble |

### S
| Blason                            | Nom de la famille, blasonnement et devise |
| --------------------------------- | --- |
|                                   | Famille de Sabatier alias Sabatery D'azur à trois étoiles d'or posées 2 et 1., Alias au chevron d'argent accompagné en chef de deux étoiles d'or et en pointe d'un pélican dans sa piété d'or, junté de gueules., - Famille noble  |
|                                   | Famille de Saignard alias Sanhard D'azur au sautoir d'or. - Famille noble subsistante |
|                                   | Famille de Saint-Gilles D'azur au chevron d'or accompagné de trois roses de même. - Famille noble |
| Blason de Saint-Pol de Chazelet   | Famille de Saint-Paul ou de Saint-Pol D'argent, à trois pals de gueules, au franc-quartier d'argent, chargé d'une croisette de sable. Alias au franc-quartier d'argent à une croix fleuronnée de sable. - Famille noble            |
|                                   | Famille de Saint-Priest Cinq points d'or équipollés à quatre d'azur. - Famille noble |
| Blason Famille de Sanglier        | Famille de Sanglier D'or au sanglier de sable visé et défensé d'azur sur une terrasse de sinople. - Famille noble |
| Blason de Sarrazin de Chambonnet  | Famille de Sarrazin de Chambonnet D'or, à trois têtes de Maure de sable tortillées d'argent. Alias à trois faces humaines de gueules., - Devise : « Præmium Victoriæ », – Famille noble                                            |
|                                   | Famille de Saunhac D'or au lion de sable, armé, lampassé et couronné de gueules, entouré de douze carreaux de gueules en orle. - Famille noble                                                                                     |
| Blason de Sauvage du Noyer        | Famille de Sauvage du Noyer D'azur à la tour d'argent chargée d'un lion passant de gueules., Alias à la tour d'argent, au lion de gueules brochant sur le tout. - Famille noble                                                    |
|                                   | Famille de Sauvage de Servilanges D'azur au sauvage de carnation, ceint et couronné de feuilles de sinople, tenant en sa main droite une hallebarde de même mise en pal. - Famille noble                                           |
|                                   | Famille de Sauvan d'Aramon De gueules au lion d'or. Alias écartelé ; aux 2 et 3, d'argent à trois fusées et deux demies de gueules accolées en fasce (Barbezières-Chemerault)., - Devise : « Salvum Deus faciet », – Famille noble |
|                                   | Famille de Sauzet de Fabrias D'azur au saule arraché au tronc noué d'argent, au chef d'argent chargé de trois sautoirs alésés de gueules. - Famille noble                                                                          |
|                                   | Famille de Scorbiac De gueules à un chevron d'or, accompagné en pointe d'un lion d'argent lampassé et armé de sable ; au chef d'azur chargé de trois étoiles d'or. - Devise : « Ad decus » - Famille noble                         |
| Blason Famille Seguier            | Famille Séguier D'azur au chevron d'or accompagné de deux étoiles de même en chef, et un mouton tranquille d'argent en pointe. - Famille noble                                                                                     |
| Blason Famille de Senhovert       | Famille de Sénovert ou Senhovert De gueules à deux chevrons d'or. - Famille noble |
| Blason Famille de Serres          | Famille de Serres du Pradel D'argent au chevron d'azur chargé de trois étoiles d'or, accompagné de trois trèfles de sinople. - Devises : « Cuncta in tempore » – « Etiam veni, Domine Jesu » - Famille noble                       |
| Blason Famille de Solas           | Famille de Solas de La Motte Parti d'or et de gueules, à la bande d'azur brochant sur le tout. - Famille noble |
| Blason Famille de Solmes de Verac | Famille de Solmes de Vérac D'azur au chevron d'or accompagné de trois croissants de même, deux en chef, un en pointe. - Famille noble                                                                                              |
| d'argent à la bande de gueules    | Famille de Soubiran ou Soubeiran D'argent à la bande de gueules., Alias chargée de trois croissants d'argent., |
| Blason Famille de Soult           | Famille Soult de Dalmatie D'or, chargé d'un écusson de gueules aux trois têtes de léopard d'or en rencontre posées 2 et 1. - Famille noble                                                                                         |
|                                   | Famille de Surville de Gras D'azur à trois roses d'argent 2 et 1, au chef d'hermine. - Famille noble |

### T
| Blason                                     | Nom de la famille, blasonnement et devise |
| ------------------------------------------ | --- |
|                                            | Famille Taillefer D'azur, à la fasce élevée d'argent ; au dextrochère au naturel, brassardé d'argent, mouvant du flanc senestre de l'écu, armé d'une épée haute d'or, brochant sur le tout. - Famille noble |
|                                            | Famille Tardieu de La Barthe et Daudé de Tardieu D'azur, au chevron d'or accompagné de deux épis de même en chef, et d'une pique de même en pointe. - Famille noble |
|                                            | Famille de Tardy de Montravel Écartelé : aux 1 et 4, contre-écartelé d'or et d'azur, qui est de Montravel ; aux 2 et 3, d'argent à trois cyprès arrachés et rangés en pal de sinople, au chef de gueules chargé de trois besants d'or, qui est de Tardy. - Devises : « In eo aut cul co » – « Sanguine nobilis, virtute nobilior » - Famille noble |
|                                            | Famille de Termes D'argent au lion de gueules. - Famille noble |
|                                            | Famille de Thézan Écartelé d'or et de gueules., Alias à la cotice d'azur. - Devise : « Pro aris et focis » – autre : « Candor et honor » |
|                                            | Famille Tornier de Launaguet et de Vaillac D'azur à une tour d'argent, ouverte, ajourée et maçonnée de sable. Alias à une tour d'argent maçonnée et ajourée de sable. - Famille noble |
| Blason Comtes de Toulouse                  | Maison de Toulouse De gueules, à la croix vidée, cléchée, pommetée et alésée d'or, dite Croix de Toulouse. - Maison noble éteinte |
|                                            | Famille de La Tour-Saint-Vidal et La Tour-Choisinet D'or, à la tour de gueules, crénelée, maçonnée et ajourée de sable. Alias d'azur au chien courant d'argent, au chef cousu de gueules chargé d'un croissant d'argent (Choisinet), écartelé d'or à trois fasces de sable (Hautefort) ; sur le tout La Tour-Saint-Vidal. - Famille noble          |
|                                            | Maison de Tournon De France ancien, parti de gueules au lion d'or. - Devise : « Potentia et virtute » – cri de guerre : « Au plus dru » - Famille noble |
|                                            | Famille de La Treilhe de Fosières ou Treille D'or à une treille de sable ; au chef de gueules, chargé d'un lion issant d'or, armé et lampassé de gueules., - Famille noble |
| Blason Famille du Tremolet de Lacheysserie | Famille du Trémolet de Lacheysserie D'azur à trois trèfles d'or, au chef de gueules à trois étoiles d'argent. - Famille noble |
|                                            | Famille de Truchet de Senesclauze Cinq points de gueules équipollés à quatre d'argent. - Famille noble éteinte |

### U
| Blason | Nom de la famille, blasonnement et devise |
| ------ | --- |
|        | Famille d'Urre D'argent, à une bande de gueules chargée de trois étoiles d'or. Alias à une bande de gueules chargée de trois étoiles d'argent. - Famille noble |
|        | Maison d'Uzès De gueules à trois bandes d'or. - Maison noble éteinte                                                                                           |

### V
| Blason                                 | Nom de la famille, blasonnement et devise |
| -------------------------------------- | --- |
|                                        | Famille de La Valette-Chabriol Parti : au 1, de gueules au gerfaut d'argent ayant la patte dextre levée, qui est de Valette ; au 2, de gueules au lion d'or, lampassé et armé d'argent, qui est de Morlhon. - Devise : « Plus quam valor Valetta valet » – cri de guerre : « Non æs, sed fides » - Famille noble |
|                                        | Famille de Valmalette D'azur, au chevron d'or, accompagné de trois étoiles d'argent, posées deux en chef et une en pointe. - Devise : « Honor felicem stellam effigit» - Famille noble |
|                                        | Famille de Vanel de L'Isle-Roi D'argent à un chêne de sinople mouvant d'une terrasse de même. - Famille noble |
|                                        | Famille de Vaux de Mirmas D'argent à trois têtes d'ours de sable muselées d'or., - Famille noble |
|                                        | Famille de Vergèzes d'Aubussargues D'azur au lévrier [courant] d'argent accolé de gueules, accompagné de quatre roses d'argent, 2 et 2. Alias le champ de sinople, le collier d'or. - Famille noble |
|                                        | Famille de Vernous du Monestier De gueules à la tour d'argent accompagnée de trois étoiles de même. - Famille noble |
|                                        | Famille de Veyrac de Paulhan ou Veirac D'or palé de gueules. - Famille noble |
| Blason Famille de Veyrac de la Valette | Famille de Veyrac de La Valette D'azur à un chevron d'or accompagné en pointe d'un lion du même, au chef cousu de gueules, chargé de trois étoiles d'or. Alias de gueules à trois pals d'or. - Famille noble |
|                                        | Famille de Viguerie de Gratentour D'azur, à la tour crénelée d'argent, maçonnée de sable ; écartelé de gueules, à trois fasces d'or. - Famille noble |
|                                        | Famille de Vilete ou Villette D'azur, au lion rampant d'or. - Famille noble |
|                                        | Famille de Villèle Parti-émanché d'or et d'azur. - Famille noble subsistante |
|                                        | Famille de Villeneuve De gueules, à une épée antique d'argent montée d'or, jetée en bande la pointe en bas. Alias l'épée garnie d'argent., - Devise : « Sicut sol emicat ensis » – Famille noble subsistante |
|                                        | Famille de Vincens D'argent au mûrier de sinople, chargé d'une bande de gueules brochant sur le tout. - Famille noble |
|                                        | Famille de Virgile de Lirande D'azur à la bande d'argent surmontée de trois fleurs de lys d'or. - Famille noble éteinte |
|                                        | Famille de Vissec de La Tude Écartelé d'argent et de sable. Écartelé : aux 1 et 4 échiqueté à seize pièces d'or et de gueules, qui est de Lodève ; aux 2 et 3 écartelé d'or et de gueules, qui est de Saint-Étienne ; sur le tout écartelé d'argent et de sable, qui est de Vissec. - Famille noble éteinte      |
| Blason Vogue                           | Famille de Vogüé D'azur au coq d'or, le bec ouvert, barbé et crêté de gueules. - Devise : « Sola vel voce leones terreo » - Famille noble subsistante |
|                                        | Famille de Voisins D'argent à trois fusées de gueules rangées en fasce., Alias de gueules à quatre fusées d'argent. - Famille noble éteinte |

- Haut – A
- B
- C
- D
- E
- F
- G
- H
- I
- J
- K
- L
- M
- N
- O
- P
- Q
- R
- S
- T
- U
- V
- W
- X
- Y
- Z